# Стерн, Джон
Джон Стерн (англ. John Stearne; ок. 1610 — 1670) — английский охотник на ведьм, коллега Мэтью Хопкинса.

## Биография
Был землевладельцем в Лоушолле, неподалёку от Бери-Сент-Эдмундс. В июле 1645 года вместе с Мэтью Хопкинсом он стал инициатором судебного процесса в Челмсфорде, по итогам которого приговорены к смертной казни через повешение 15 человек, обвинённых в колдовстве.
В последующие два года вместе с Хопкинсом он путешествовал по Восточной Англии, где они продолжали поиски обвиняемых в колдовстве. В результате их действий и методов расследования были приговорены к смерти по разным данным более 200 человек, обвинённых в колдовстве, включая также и мужчин. Их действия вызывали возмущения в парламенте, который обвинил их в незаконном применении пыток.
В год смерти своего напарника Хопкинса он вернулся в родное поместье, где написал свой труд «Подтверждение и открытие колдовства», в котором пытался оправдать свои действия.
Скончался в 1670 году в возрасте около 60 лет.

## В кинематографе
В фильме «Великий инквизитор» 1968 года его роль играет британский актёр Роберт Рассел.